# Wahlen in Uruguay 1984
Die Wahlen in Uruguay 1984 fanden am Sonntag, den 25. November 1984 statt.
Aus den gleichzeitig stattfindenden Präsidentschafts- und Parlamentswahlen ging die Partido Colorado als Sieger hervor. Bei den Wahlen, deren Wahlsystem nach der relativen Mehrheit im sogenannten Lema-System ausgerichtet war, wurde sowohl der Präsident und Vizepräsident als auch die 99 Abgeordneten und 30 Senatoren im Rahmen einer Verhältniswahl für eine Amtszeit von fünf Jahren gewählt.

## Wahlergebnis bezogen auf die Parteien
- FA: 21
- UC: 2
- PC: 41
- PN: 35

- FA: 6
- PC: 13
- PN: 11

- Wahlberechtigte: 2.197.503
- Wähler: 1.930.931
- Wahlbeteiligung: 87,87 %

| Partei                      | Stimmen   | Prozentsatz |
| --------------------------- | --------- | ----------- |
| Partido Colorado            | 777.701   | 40,28 %     |
| Partido Nacional            | 660.773   | 34,22 %     |
| Frente Amplio               | 401.104   | 20,77 %     |
| Partido Unión Cívica        | 45.841    | 2,37 %      |
| Partido de los Trabajadores | 488       | 0,03 %      |
| Partido Unión Patriótica    | 302       | 0,02 %      |
| Partido Convergencia        | 153       | 0,01 %      |
| Gültige Stimmen             | 1.886.362 | 97,69 %     |
| Leere Stimmzettel           | 28.082    | 1,45 %      |
| Ungültige Stimmen           | 16.487    | 0,85 %      |
| Abgegebene Stimmen          | 1.930.931 | 100 %       |

Referenz für diese Tabelle: 